# Spanish Refugee Aid
La Spanish Refugee Aid (SRA) fou una organització nord-americana privada per l'ajuda als refugiats espanyols al sud de França fundada a Nova York el gener de 1953 per l'anarquista Nancy G. McDonald.
Fins al seu tancament definitiu el 2006, la Spanish Refugee Aid va donar suport material i emocional als exiliats espanyols. El seu arxiu està catalogat i disponible per als investigadors en la Tamiment Library de la New York University i constitueix una font per als investigadors interessats en l'ajuda humanitària a l'exili espanyol.
L'objecte de l'organització quan es va fundar era millorar «la salut i les condicions socials així com atenuar el patiment dels refugiats espanyols no comunistes que residien a França a través del seu millorament físic i mental, i el desenvolupament de vuit programes per a la seva educació i la creació de centres de serveis socials». Pau Casals va col·laborar amb l'organització durant la seva estada a Prada fins al 1957 i després des de Puerto Rico. La SRA va tancar el 2006.
Les ajudes tenien lloc al principi amb l'apadrinament per part d'una família nord-americana d'un exiliat espanyol i posteriorment van prendre un caire més institucional.